# Routebeschrijving
Een routebeschrijving of wegbeschrijving is een woordelijke beschrijving van de route die gevolgd kan worden tijdens een reis. In een routebeschrijving wordt zo eenduidig mogelijk weergegeven welke richtingen gevolgd kunnen worden. Hiervoor wordt meestal gebruikgemaakt van markeringspunten, zoals wegwijzers. Ook afstanden en richtingen worden meestal aangegeven (bijvoorbeeld: 'ga na 500m rechts'). 
Routebeschrijvingen worden in veel situaties gebruikt, bijvoorbeeld om de kortste weg te wijzen naar een evenement, de makkelijkste route naar een vakantiebestemming, of de mooiste route tijdens een recreatieve fietstocht.
Aan een routebeschrijving wordt vaak een kaart toegevoegd, waarop de te volgen route gemarkeerd is. Veel routeplanners zijn in staat automatisch routebeschrijvingen te genereren voor bijvoorbeeld de kortste, snelste of goedkoopste route tussen twee punten. Het automatisch genereren van een rondrit of een route met omweg is moeilijker, omdat dan een aantal 'tussenpunten' moet worden aangegeven waarlangs de route leidt.
Het nadeel van reizen op een routebeschrijving is dat de beschrijving al snel onbruikbaar wordt als er door een obstakel of anderszins van de route afgeweken moet worden.